# Alcudia de Guadix
Alcudia de Guadix (oder vereinfacht Alcudia) ist eine von drei Ortschaften der Gemeinde Valle del Zalabí im Landkreis Guadix, Provinz Granada (Spanien). Durch die Eingemeindung der drei Ortschaften Alcudia de Guadix, Exfiliana und Charches wurde 1973 eine neue Gemeinde mit Namen Valle del Zalabí gegründet. Seitdem befindet sich die Gemeindeverwaltung in Alcudia de Guadix.
Eine erhebliche Anzahl der Behausungen der Gemeinde besteht aus Höhlenwohnungen, die aus der tonhaltigen Erde ausgegraben wurden. Die meisten Höhlenwohnungen werden heute noch bewohnt. In Alcudia de Guadix und Umgebung gibt es verschiedene Höhlenwohnungen, die als Unterkunft für Touristen hergerichtet wurden. Die eigentümliche und originellen Höhlen besitzen alle Annehmlichkeiten eines modernen Wohnhauses. Alcudia ist auch für sein Brot berühmt und ist im Besitz von einigen der besten Bäckereien in der Provinz.

## Geographie
Alcudia de Guadix liegt auf der Nordseite der Ausläufer der Sierra Nevada, in einer Höhe von 1.011 Metern in der Hoya de Guadix, im Zentrum des Landkreises Guadix, im Südosten der spanischen Provinz Granada. Das Naturschutzgebiet der Sierra de Baza liegt in unmittelbarer Nachbarschaft.
Der Ort hat 1.315 Einwohner (Stand 2011).

## Klima
Es herrscht ein mediterran-kontinentales Klima mit einer durchschnittlichen Jahrestemperatur von 14 °C. Die Winter sind lang und kalt, mit einer durchschnittlichen Temperatur im Januar von 6 °C. Die Sommer sind warm und trocken mit 25 °C durchschnittlicher Temperatur. Die Niederschläge liegen unter 440 mm und fallen vorwiegend im Frühling und im Herbst. Durch die Höhenlage und die Einbettung zwischen der Sierra Nevada und der Sierra de Baza wird der Durchzug von westlichen Meereswinden verhindert.

## Geschichte
Die Geschichte von Alcudia de Guadix (Al Cudiat, arabisch für Hügel) geht auf eine Besiedlung durch ein urzeitliches Volk zurück, das sich im Ort Zalabí bereits vor der Bronzezeit ansiedelte. Eine spätere Besiedlung der unmittelbaren Ebene erfolgte jedoch erst im 8. Jahrhundert durch die aus Syrien stammenden Yunds mit ihren Kalifen Walid. Ab dem 10. bis 11. Jahrhundert siedelte sich ein neues Volk an und erbaute eine Burg an dem Ort, wo sich gegenwärtig die Wallfahrtskapelle des Schutzheiligen San Buenaventura befindet. Am 11. Mai 1492 wurde die Ortschaft Alcudia de Guadix durch eine Bulle zur Gemeinde erhoben.
Durch die rötliche Farbe seiner Berghänge war die Ortschaft unter den Muslimen als Alcudia Alhambra (Alcudia, die Rote) bekannt. Nach der Eroberung im Jahr 1489 durch die Katholischen Könige, ging die Ortschaft in den Besitz der Krone von Kastilien. Durch den landwirtschaftlichen Reichtum und weil alle Häuser im Ort über Wasser verfügten, war Alcudia de Guadix bereits im 16. Jahrhundert eine bemerkenswerte Gemeinde mit ausgedehnten Grundbesitz. Ferner waren die Bäder der Gemeinde berühmt, in denen besonders bei Trauungen nächtliche Zeremonien abgehalten würden.

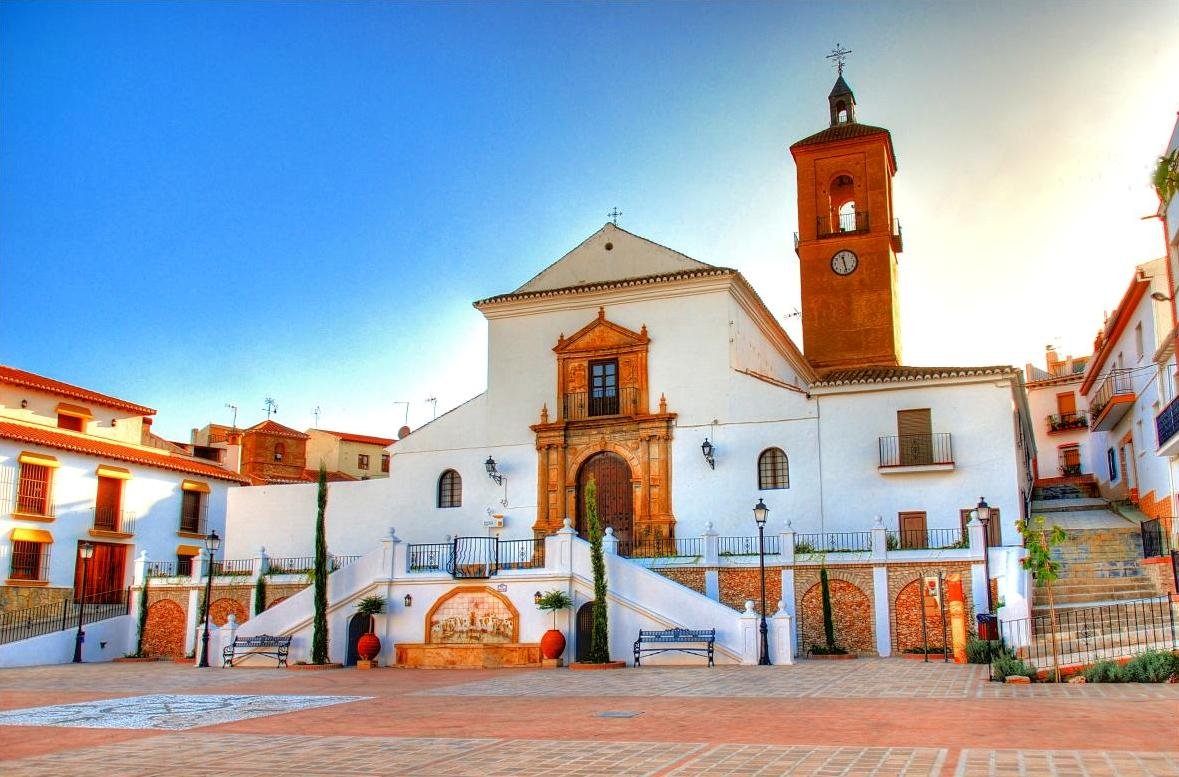
Kirche von Alcudia de Guadix
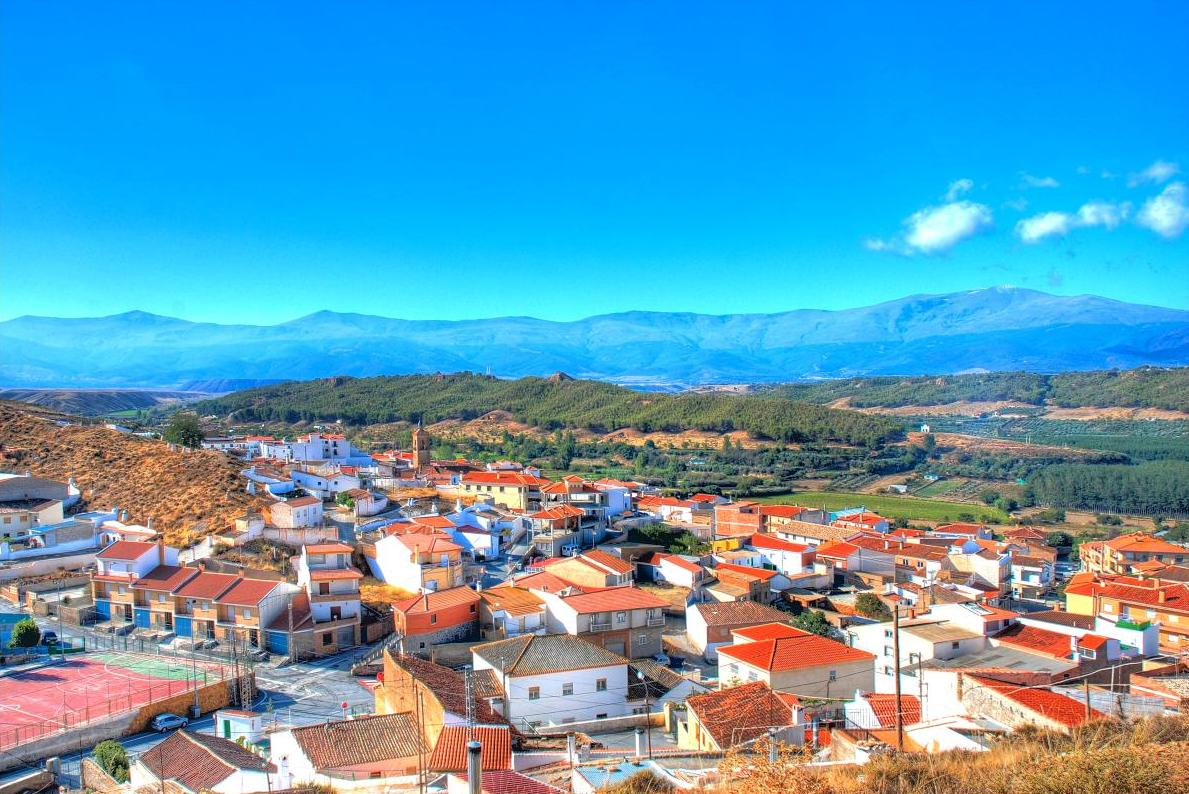
Ansicht von Alcudia de Guadix
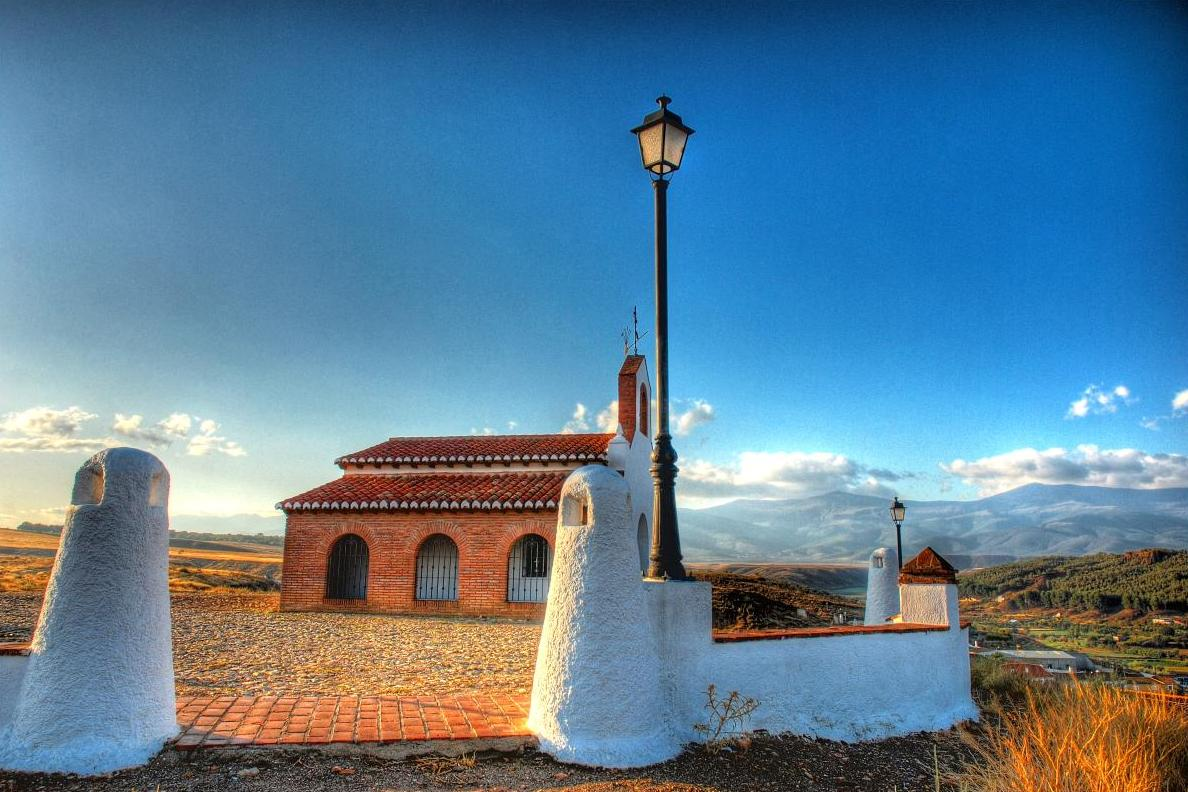
Wallfahrtskapelle San Buenaventura
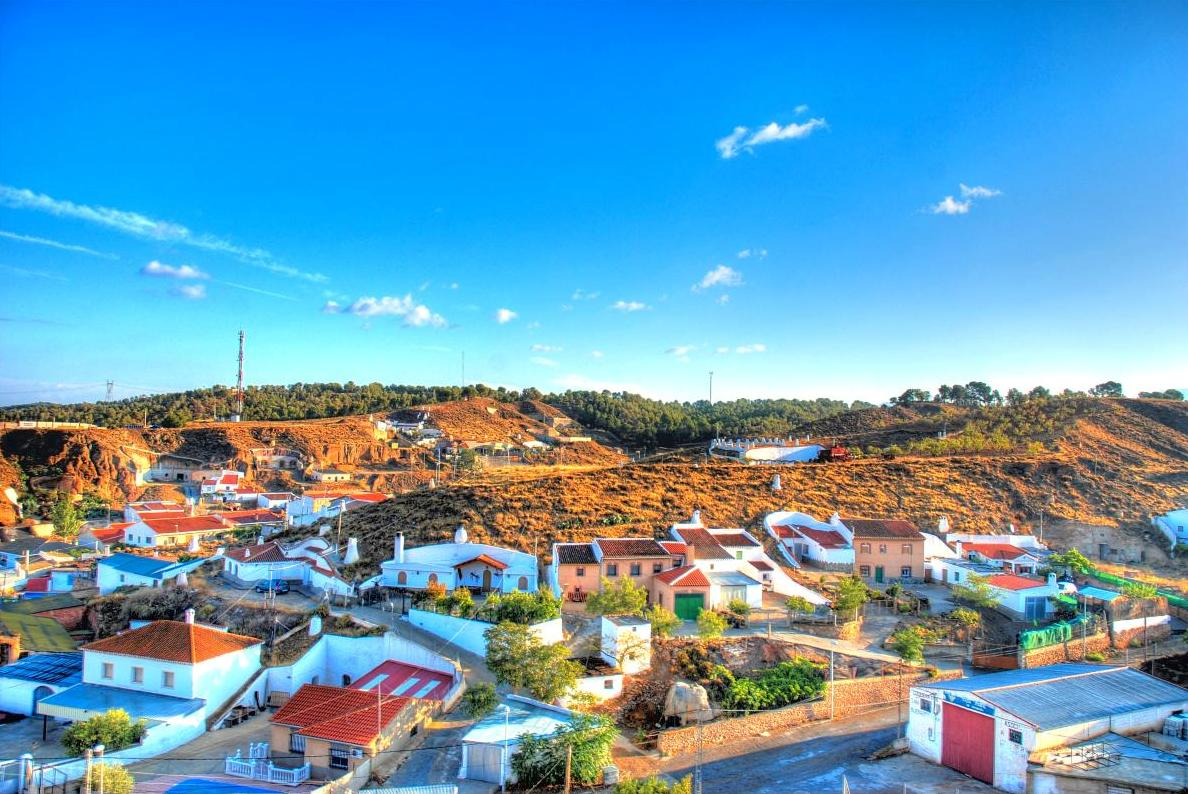
Ansicht von Alcudia de Guadix